# Opération Sandblast
L’opération Sandblast est le nom de code donné à la première circumnavigation réalisée par un sous-marin de l’United States Navy en immersion du 24 février 1960 au 25 avril de la même année. Le sous-marin qui réalisa cette opération fut l’USS Triton (SSRN-586), mis en service en 1959 et qui était alors sous le commandement du captain Edward L. Beach. Le New York Times parla de la première circumnavigation en ces termes : « un triomphe de la prouesse humaine et de  la compétence technique, un exploit que l’US Navy peut classer comme l’une de ses victoires les plus brillantes dans la conquête ultime des mers par l’Homme ».
L’opération totalisa 26 723 milles nautiques (soit 49 491 kilomètres) parcourus en 60 jours et 21 heures. Le sous-marin utilisa comme point de départ et comme terminus les rochers de Saint-Pierre et Saint-Paul, une douzaine de minuscules îles et rochers situés dans l’océan Atlantique, à proximité de l’Équateur. Le Triton passa quatre fois l’Équateur durant la circumnavigation tout en conservant une vitesse d’environ 18 nœuds, soit environ 33 km/h. Le chemin suivi tout au long du voyage suivait globalement celui qu’avait emprunté la circumnavigation Magellan-Elcano entre 1519 et 1522.  
Le but initial de l’opération Sandblast était de renforcer le prestige scientifique et technologique américain avant le sommet de Paris de mai 1960 entre le président Dwight D. Eisenhower et le premier secrétaire du Comité central du Parti communiste de l'Union soviétique, Nikita Khrouchtchev. L’opération avait également pour but de démontrer au public les capacités opérationnelles des sous-marins nucléaires de l’US Navy qui pouvaient conduire de longues opérations sans disposer de soutien logistique extérieur tout en conservant une discrétion cruciale pour ses sous-marins, ce qui présagea notamment au déploiement de missiles balistiques Polaris. Finalement, l’opération Sandblast permis de recueillir des données océanographiques, hydrographiques, gravimétriques, géophysiques et psychologiques.
Les célébrations prévues pour le retour du Triton furent toutefois annulées du fait des conditions diplomatiques qui suivirent la destruction d’un avion espion U-2 de la CIA au début de mai 1960. Le sous-marin reçut néanmoins la Presidential Unit Citation et son commandant, le capitaine Beach reçut la Legion of Merit. Cet officier fut également récipiendaire de la Magellanic Premium (en), la  plus ancienne et plus prestigieuse récompense scientifique décernée par la société américaine de philosophie  en « reconnaissance de son commandement du sous-marin américain Triton autour du monde ».

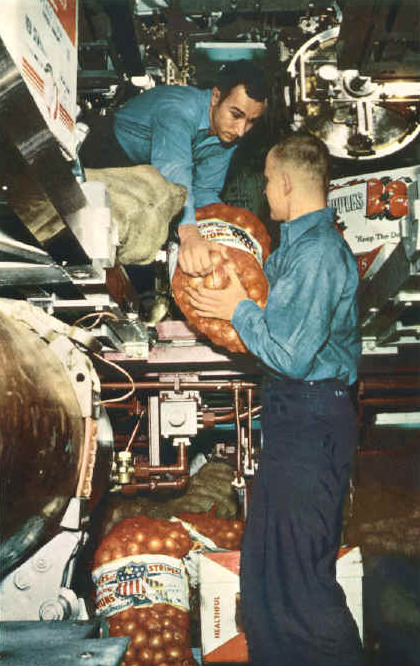
Chargement des provisions alimentaires.
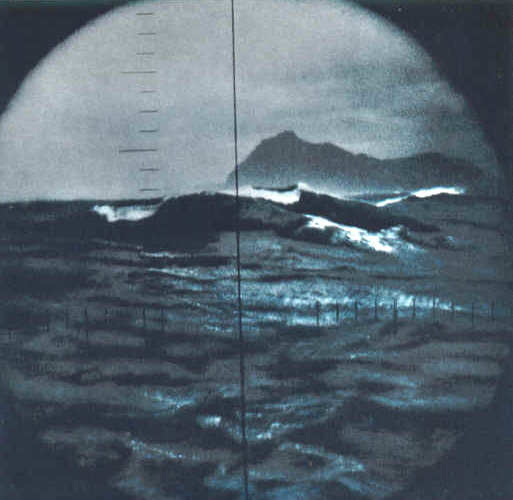
Le cap Horn atteint le 7 mars 1960.